# PH lys
|  | Denne artikel er oprettet af botten PalnaBot ud fra en ekstern database. Den kan derfor have sproglige fejl eller mangler. Denne skabelon kan fjernes efter kontrol af indholdet. |

PH lys er en portrætfilm instrueret af Ole Roos efter manuskript af Ole Roos, Poul Henningsen.

## Handling
Et portræt af Poul Henningsen med fokus på hans egen beretning om de ideer og principper, der har været bestemmende for hans teoretiske og praktiske arbejde med lys og belysningsproblemer gennem et langt liv.